# Centro Ocidental Paranaense
Centro Ocidental Paranaense è una mesoregione del Paraná in Brasile.

## Microregioni
È suddivisa in 2 microregioni:
- Campo Mourão
- Goioerê